# Avenida Angélica Gamarra
La avenida Angélica Gamarra es una avenida del norte de la ciudad de Lima, capital del Perú. Se extiende de este a oeste, a lo largo de 24 cuadras. Recorre los distritos de Los Olivos y San Martín de Porres.

## Historia del nombre
Está nombrada en honor de la señora María Angélica Gamarra Peralta. Ella y su esposo, el militar y senador de la República por Madre de Dios, Ricardo León-Velarde, eran propietarios de la hacienda colonial Chavarría, una de las más grandes ubicadas en lo que luego fue el distrito de Los Olivos. La hacienda fue heredada por sus cinco hijos. Ellos, sobre todo Enrique León-Velarde Gamarra, fueron impulsores del proceso de urbanización de los barrios populares. Por ello, procedieron a urbanizar la hacienda. En este proceso, nombraron a una de las avenidas con el nombre de su madre. Es una de las pocas avenidas y calles principales de Lima que no tiene nombre de héroes ni de mujeres representantes de la Iglesia Católica.

## Recorrido
Se inicia en el óvalo Gamarra o Pilas, siguiendo el trazo de la avenida Francisco Bolognesi en el distrito de Independencia, que además se encuentra en un área disputada entre San Martín de Porres e Independencia. Recibe el tráfico de la carretera Panamericana Norte en sentido de circulación de sur a norte a través de un paso a desnivel elevado. Continúa por el distrito de Los Olivos.